# Physaria geyeri
Physaria geyeri là một loài thực vật có hoa trong họ Cải. Loài này được (Hook.) A. Gray miêu tả khoa học đầu tiên năm 1849.